# Јасење (Теочак)
Јасење је насељено мјесто у општини Теочак, Босна и Херцеговина.

## Историја
Јасеље је до рата у цјелини било у саставу општине Угљевик.

## Становништво
|             | 2013.       | 1991.        |
| Укупно      | 18 (100,0%) | 401 (100,0%) |
| Бошњаци     | 18 (100,0%) | 18 (4,489%)1 |
| Остали      | –           | 374 (93,27%) |
| Југословени | –           | 8 (1,995%)   |
| Срби        | –           | 1 (0,249%)   |

1. 1 На пописима од 1971. до 1991. Бошњаци су пописивани углавном као Муслимани.